# Nipeiïta-(Ce)
La nipeiïta-(Ce) és un mineral de la classe dels silicatsque pertany al supergrup de la cerita.

## Característiques
La nipeiïta-(Ce) és un silicat de fórmula química Ce₉Fe³⁺(SiO₄)₆[SiO₃(OH)](OH)₃. Va ser aprovada com a espècie vàlida per l'Associació Mineralògica Internacional en el mes de gener de l'any 2024, i encara resta pendent de publicació. Cristal·litza en el sistema trigonal.
L'exemplar que va servir per a determinar l'espècie, el que es coneix com a material tipus, es troba conservat a la col·lecció mineralògica del Museu Geològic de la Xina, a Beijing (República Popular de la Xina), amb el número de catàleg: M16141.

## Formació i jaciments
Va ser descoberta al dipòsit de terres rares de Taiping, situat al comtat de Xixia, al sud-est de la província de Henan (República Popular de la Xina). Aquest indret és l'únic a tot el planeta on ha estat descrita aquesta espècie mineral.